# Liu Dianzuo
Liu Dianzuo (刘殿座T, 刘殿座S, Liú DiànzuòP; Dalian, 26 giugno 1990) è un calciatore cinese, portiere del Chengdu Rongcheng e della nazionale cinese.

## Palmarès

### Club

#### Competizioni nazionali
- Chinese Super League: 4

Guangzhou: 2016, 2017, 2019
Wuhan San Zhen: 2022
- Supercoppa di Cina: 3

Guangzhou: 2016, 2017, 2018